# Trichophyton gourvilii
Trichophyton gourvilii är en svampart. Trichophyton gourvilii ingår i släktet Trichophyton och familjen Arthrodermataceae.

## Underarter
Arten delas in i följande underarter:
- gourvilii
- intermedium